# 39 Brygada Pancerna (Bundeswehra)
39 Brygada Pancerna (niem. Panzerbrigade 39 „Thüringen“, PzBrig 39) – pancerny związek taktyczny Bundeswehry z dowództwem w Erfurcie. Została sformowana 1 stycznia 1991 r. jako 13 Dywizja Zmechanizowana (13. Panzergrenadierdivision), później jako 5 Dywizja Pancerna (5. Panzerdivision) na terenie krajów związkowych Turyngia oraz Hesja.

## Historia
4 Zmotoryzowana Dywizja Strzelców (4. Mot.-Schützendivision) sił zbrojnych Nationale Volksarmee NRD jako 39 Brygada Obrony Terytorialnej (Heimatschutzbrigade 39) została sformowana na nowo 1 stycznia 1991 r. Brygadę sformowano z dawnych jednostek NVA: 391 batalionu zmechanizowanego (Panzergrenadierbataillon 391), 392 batalionu zmechanizowanego (Panzergrenadierbataillon 392), 393 batalionu pancernego (Panzerbataillon 393), 394 batalionu pancernego (Panzerbataillon 394), 390 Kompanii Pionierów Pancernych (Panzerpionierkompanie), 390 kompanii przeciwpancernej (Panzerjägerkompanie) w koszarach Werratal w Bad Salzungen oraz 390 Pancernej Kompanii Rozpoznawczej (Panzeraufklärungskompanie) w mieście Gotha. Później dołączył 395 Batalion Artylerii Pancernej (Panzerartilleriebataillon) przeniesiony do Erfurtu. Dlatego już w roku 1991 brygada otrzymała nazwę „Thüringen“. W 1995 r. 39 Brygadę Obrony Terytorialnej (Heimatschutzbrigade 39) przemianowano na 39 Brygadę Pancerną (Panzerbrigade 39), która weszła w skład 13 Dywizji Zmechanizowanej (13. Panzergrenadierdivision). Rok później natomiast weszła w skład 5 Dywizji Pancernej (5. Panzerdivision). W tym samym roku brygadzie podporządkowano 52 batalion grenadierów pancernych (Panzergrenadierbataillon) w Rotenburg an der Fulda jak również 2 batalion artylerii pancernej (Panzerartilleriebataillon) w Hessisch Lichtenau. 2 batalion artylerii pancernej został sformowany z 395 batalionu artylerii pancernej. Dlatego w 1996  392 batalion zmechanizowany (Panzergrenadierbataillon 392) oraz 394 batalion pancerny (Panzerbataillon 394) zostały rozformowane. W roku 1997 sformowano 390 kompanię zapasową (Feldersatzkompanie 390). W 2001 r. 393 batalion pancerny (Panzerbataillon 393) oraz 390 kompania saperów (Panzerpionierkompanie) zostały podporządkowane 37 Brygadzie Grenadierów Pancernych (Panzergrenadierbrigade 37). Dlatego też 52 batalion grenadierów pancernych (Panzergrenadierbataillon) oraz 2 batalion artylerii pancernej (Panzerartilleriebataillon) zostały podporządkowane 14 Brygadzie Pancernej (Panzerbrigade 14). 20 grudnia 2001 brygadę całkowicie rozformowano.
W latach 1998, 1999 oraz 2000 część brygady stacjonowała w Kosowie, w Bośni i Hercegowinie.

## Oznaka rozpoznawcza
Oznaka rozpoznawcza brygady odpowiada herbowi Turyngii i przedstawia kolorowego lwa Ludowingów otoczonego ośmioma srebrnymi gwiazdami ze złotą koroną i złotymi szponami, na którym widnieją cztery szerokie, czerwono-srebrne paski na lazurowo-niebieskim tle. Tym samym oznaka ta podobna jest również do herbu Hesji. W Hesji brygada nie została sformowana, ale później miała tam swoje jednostki.

## Dowództwo
| Lp. | Imię i nazwisko                  | Okres                               |
| --- | -------------------------------- | ----------------------------------- |
| 1.  | gen. bryg. Bernd Albert          | 3 października 1990 - 21 Marca 1991 |
| 2.  | gen. bryg. Norbert van Heyst     | 22 marca 1991 - 29 kwietnia 1993    |
| 3.  | gen. bryg. Hans-Christian Beck   | 30 kwietnia 1993 - 13 września 1994 |
| 4.  | gen. bryg. Wolfgang Schneiderhan | 14 września 1994 - 4 września 1997  |
| 5.  | gen. bryg. Günter Weiler         | 5 września 1997 - 30 września 2001  |